# 板野町
板野町（いたのちょう）は、徳島県の北東部、阿讃山脈の麓に位置している町。板野郡に属する。

## 概要
四国地方の代名詞ともいえる遍路の歴史が深い町であり、比較的小さい町域の中に四国八十八箇所の寺院が3つも所在している。寺院の名称はそれぞれ第三番札所金泉寺、第四番札所大日寺、第五番札所地蔵寺であり、どの寺院も約1200年の歴史を持つ。東に隣接する鳴門市から西の上板町へと遍路道が抜けているため、町内では菅笠を被って白衣を身に纏いながら歩く「お遍路さん」を頻繁に目にすることができる。
また、板野町は阿波五街道の一つである讃岐街道の道中にあたり、かつては阿波国と讃岐国を結ぶ政治街道であった。街道を北に進み大坂峠を越えると、香川県東かがわ市へと通じている。現在でも、街道沿いにはその名残を感じさせる街並みが広がっている。
板野町内の平野部は、吉野川の下流域にあたるので肥沃な土壌である。農業面ではニンジン、イチゴ、レンコン、阿波藍など多様な作物が収穫されるが、特にニンジンは同町の特産品であり春にんじんが全国一のシェアを誇っている。他県のものと比べて甘くて柔らかいのが評判である。
大型公園のあすたむらんど徳島や板野町歴史文化公園があり、多くの子供連れなどが訪れる。

## 地理
町の北部は阿讃山脈が占め、南部は吉野川のデルタ地帯（徳島平野）となっているため平地であり、山地と平野の境界部分には活断層である中央構造線断層帯が東西に走っている。

### 人口
数十年前までは板野郡内で特に人口の多い自治体であった。しかし、同じく板野郡に属する藍住町や北島町の人口は増加傾向である一方、板野町の人口は毎年減少傾向にあり、現在の人口は藍住町の約3分の1ほどにまで減少している。徳島県内の他市町村と同様に少子高齢化の動きを見せている。
| |                                        |  |
| 板野町と全国の年齢別人口分布（2005年） | 板野町の年齢・男女別人口分布（2005年） |  |
| ■紫色 ― 板野町 ■緑色 ― 日本全国 | ■青色 ― 男性 ■赤色 ― 女性              |  |
| 板野町（に相当する地域）の人口の推移 \| 1970年（昭和45年） \| 12,952人 \| \| \| 1975年（昭和50年） \| 13,044人 \| \| \| 1980年（昭和55年） \| 13,562人 \| \| \| 1985年（昭和60年） \| 13,907人 \| \| \| 1990年（平成2年） \| 13,785人 \| \| \| 1995年（平成7年） \| 13,999人 \| \| \| 2000年（平成12年） \| 14,637人 \| \| \| 2005年（平成17年） \| 14,519人 \| \| \| 2010年（平成22年） \| 14,241人 \| \| \| 2015年（平成27年） \| 13,358人 \| \| \| 2020年（令和2年） \| 13,042人 \| \| |                                        |  |
| 総務省統計局 国勢調査より |                                        |  |
| 1970年（昭和45年） | 12,952人                               |  |
| 1975年（昭和50年） | 13,044人                               |  |
| 1980年（昭和55年） | 13,562人                               |  |
| 1985年（昭和60年） | 13,907人                               |  |
| 1990年（平成2年） | 13,785人                               |  |
| 1995年（平成7年） | 13,999人                               |  |
| 2000年（平成12年） | 14,637人                               |  |
| 2005年（平成17年） | 14,519人                               |  |
| 2010年（平成22年） | 14,241人                               |  |
| 2015年（平成27年） | 13,358人                               |  |
| 2020年（令和2年） | 13,042人                               |  |

### 河川
- 旧吉野川
- 宮川内谷川
- 黒谷川
- 大坂谷川
- 中央谷川
- 富ノ谷川

### 山地

#### 阿讃山脈
- 鉢伏山
- 高尾山
- 藍染山

### 隣接している自治体
- 鳴門市
- 板野郡：藍住町、上板町
- 香川県東かがわ市

## 歴史
- 1949年 - 徳島県立板野高等学校開校。
- 1955年2月11日 - 板西町、松坂村、栄村の1町2村が合併し、板野町となる。
- 1961年4月1日 - 板野町立板野中学校開校。
- 1968年10月3日 - 町章を制定する。[1]
- 1973年 - 徳島工業短期大学開学。
- 1975年 - 板野町歴史文化公園開園。
- 1980年 - あせび公園開園。
- 1986年 - 町木・町花を制定。
- 1992年 - 板野町田園パーク開園。
- 1994年1月 - 同町を放映対象とするケーブルテレビ会社である株式会社エーアイテレビ設立。
- 1994年3月17日 - 徳島自動車道が開通。
- 1995年11月3日 - 徳島県立埋蔵文化財総合センター開館。
- 2001年7月1日 - あすたむらんど徳島開園。
- 2006年 - 徳島スポーツビレッジ開場。
- 2012年5月 - 町役場の機能を町民センターと町中央公民館に移転[2]。
- 2012年6月 - 町役場耐震改修工事着手[2]。
- 2013年3月27日 - 町役場耐震改修工事完了[2]。
- 2013年4月1日 - 町役場利用再開[2]。
- 2022年4月1日 - 道の駅いたの開業。

## 地域

### 大字
| 郵便番号 | 大字   | 読み         |
| -------- | ------ | ------------ |
| 779-0101 | 大坂   | おおさか     |
| 779-0102 | 川端   | かわばた     |
| 779-0104 | 吹田   | ふきた       |
| 779-0105 | 大寺   | おおてら     |
| 779-0106 | 岡ノ宮 | おかのみや   |
| 779-0107 | 古城   | ふるしろ     |
| 779-0108 | 犬伏   | いぬぶし     |
| 779-0111 | 那東   | なとう       |
| 779-0112 | 松谷   | まつだに     |
| 779-0113 | 黒谷   | くろだに     |
| 779-0114 | 羅漢   | らかん       |
| 779-0115 | 矢武   | やたけ       |
| 779-0116 | 唐園   | とうのそ     |
| 779-0117 | 中久保 | なかくぼ     |
| 779-0118 | 下庄   | しものしょう |
| 779-0119 | 西中富 | にしなかとみ |

### 警察
- 徳島板野警察署
- 徳島板野警察署大寺駐在所
- 徳島板野警察署那東駐在所
- 徳島板野警察署下庄駐在所

### 消防
- 板野西部消防組合消防署

### 公園
- あすたむらんど徳島
- 板野町歴史文化公園
- 板野町田園パーク
- あせび公園
- 駅前公園

### 医療機関
- 国立病院機構東徳島医療センター
- 井上病院
- 竹本内科
- 三愛内科
- 福島内科
- 近藤内科医院
- みやざき内科診療所
- ファミリークリニックしんの
- 浜歯科
- かず歯科

## 行政

### 町役場
- 板野町役場

### 町長
- 玉井孝治（2009年（平成21年）9月から）

### 衆議院
- 任期 ： 2017年（平成29年）10月22日 - 2021年（令和3年）10月21日（「第48回衆議院議員総選挙」参照）

| 選挙区名                                                                                      | 議員名   | 政党名     | 当選回数 | 備考   |
| --------------------------------------------------------------------------------------------- | -------- | ---------- | -------- | ------ |
| 徳島県第2区（板野町、鳴門市、吉野川市、阿波市、美馬市、三好市、板野郡、つるぎ町、東みよし町） | 山口俊一 | 自由民主党 | 10       | 選挙区 |

## 経済

### 農業
- 米
- 人参
- レンコン
- カブ
- シロウリ
- 枝豆
- 藍

### 工業
- 大塚製薬徳島板野工場
- 徳島産業
- 冨士ファニチア
- 三ツ星電器

### サービス業
- 徳島ヴォルティス

## 教育

### 大学

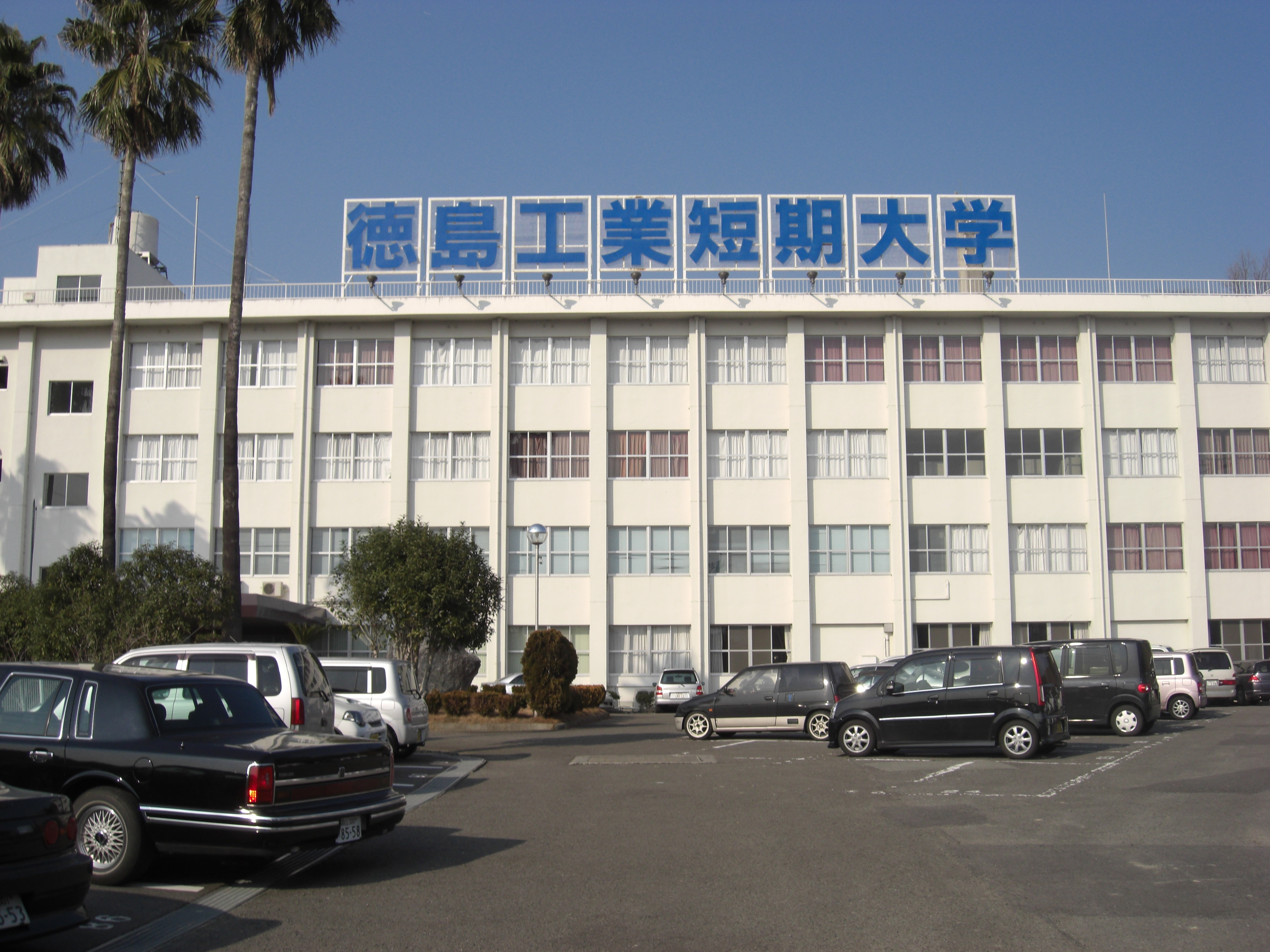
徳島工業短期大学

- 徳島工業短期大学

### 高等学校
- 徳島県立板野高等学校

### 中学校
- 板野町立板野中学校

### 小学校
- 板野町立板野東小学校
- 板野町立板野西小学校
- 板野町立板野南小学校

### 幼稚園
- 板野町立板野東幼稚園
- 板野町立板野西幼稚園
- 板野町立板野南幼稚園

### 養護学校
- 徳島県立板野支援学校

## 交通

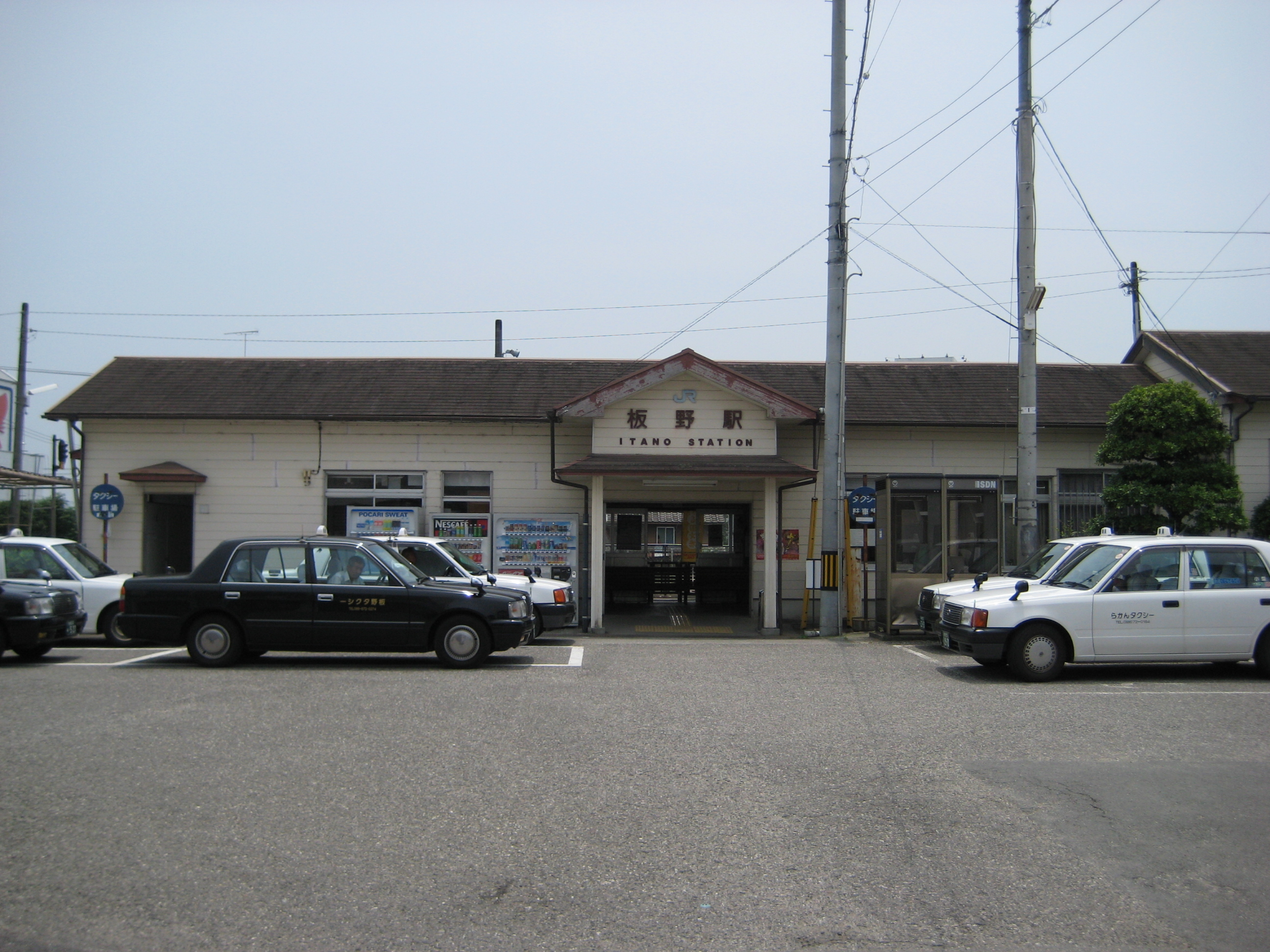
板野駅

### 鉄道路線
四国旅客鉄道（JR四国）
- 高徳線：阿波大宮駅 - 板野駅 - 阿波川端駅

中心となる駅：板野駅

#### かつて存在した鉄道路線
日本国有鉄道
鍛冶屋原線（1972年1月16日廃止）：板野駅 - 犬伏駅 - 羅漢駅

### 道路
高速道路
- 高松自動車道：8 板野IC

徳島自動車道も通過するが、インターはなく、高松自動車道にも接続していない。
一般国道
- なし

県道
- 主要地方道
  - 徳島県道1号徳島引田線
  - 徳島県道12号鳴門池田線
  - 徳島県道14号松茂吉野線
  - 徳島県道34号石井引田線
- 一般県道
  - 徳島県道122号板野川島線
  - 徳島県道164号阿波大宮停車場線
  - 徳島県道229号板野インター線

道の駅
- 道の駅いたの

農道
- 阿讃東部広域農道

### バス
高速バス路線
- 板野バスストップ
- 井川・阿波池田～大阪線：阪急梅田行（四国交通・阪急バス）

　 （しこくさぶろうエディ）
- 井川・阿波池田～三宮線：三ノ宮行（四国交通・神姫バス・神戸山陽バス)

　 （しこくさぶろうエディ、ハーバーライナー、阿波やまびこライナー）
尚、上記いずれの路線も、井川・阿波池田方面は降車専用で乗車は出来ない。
- 道の駅いたの

一般バス路線
- 徳島バス
  - 鍛冶屋原線
  - 鳴門大麻線

## 観光地

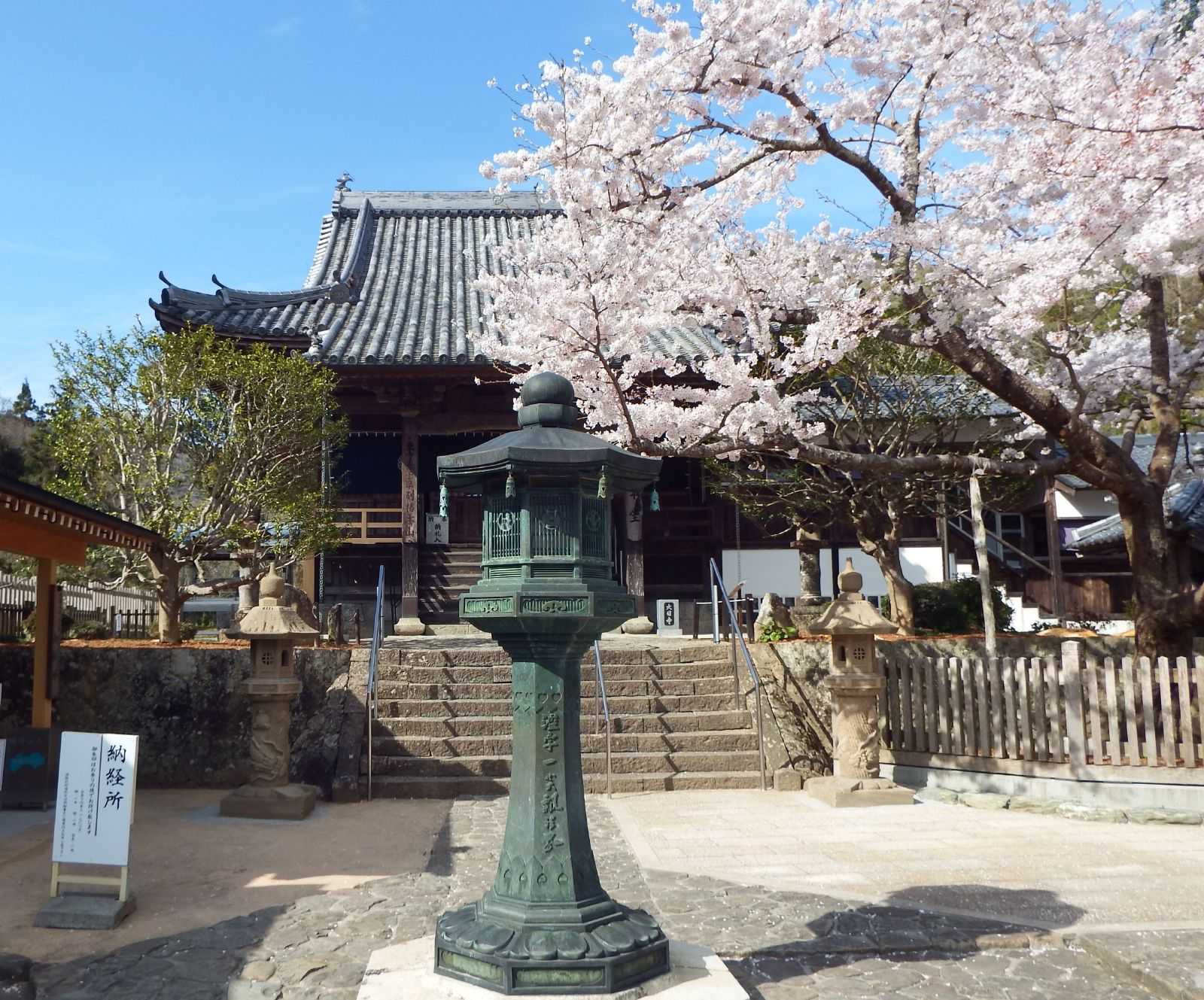
大日寺

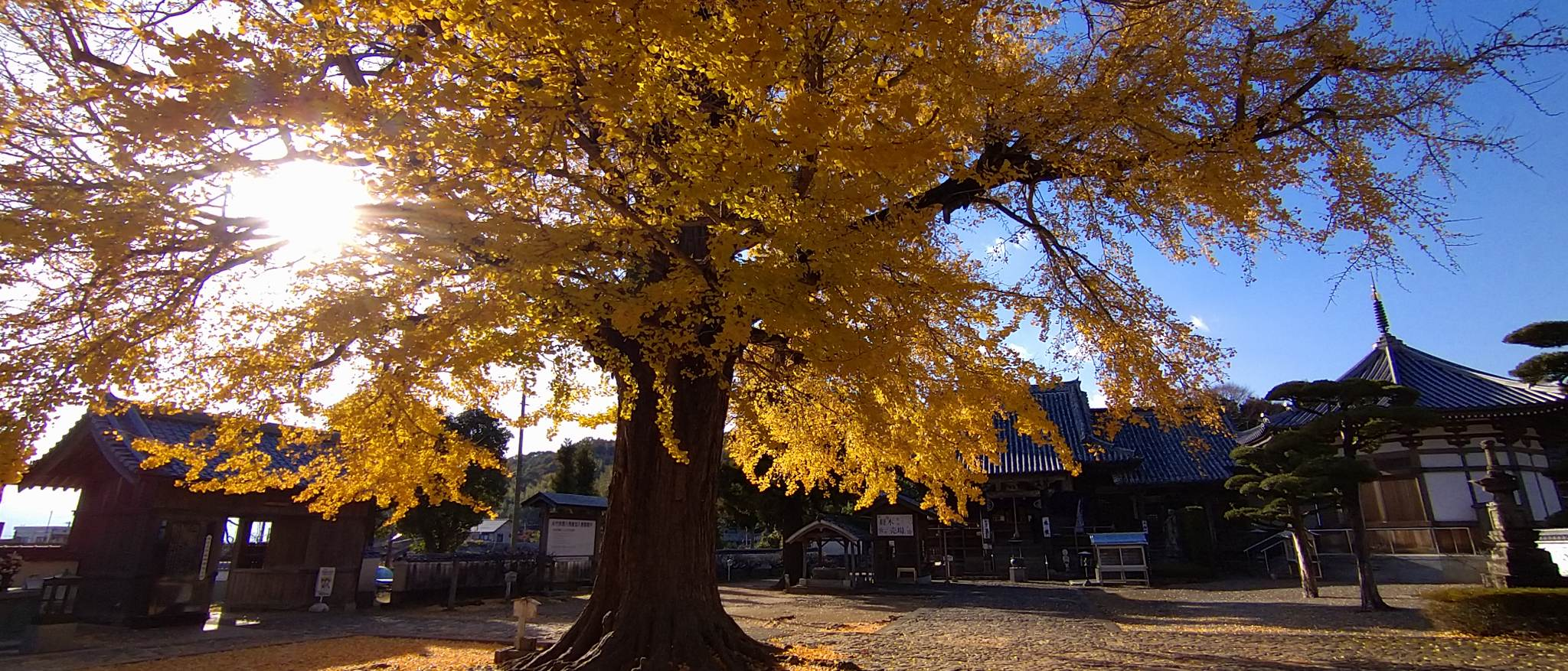
地蔵寺

### 公共施設
- 道の駅いたの
- 徳島県立総合教育センター
- 徳島県立埋蔵文化財総合センター

### 公園
- あすたむらんど徳島
  - 徳島木のおもちゃ美術館
- 板野町歴史文化公園
- あせび公園
- 板野町田園パーク
  - 徳島ヴォルティス練習場、オフィス徳島スポーツビレッジ

### 名所
- あせび温泉
あせび温泉は2002年（平成14年）5月にオープンした、アルカリ性硫黄源泉水を使用している温泉である。町内の老人も数多く利用し、年間15万人の入浴客でにぎわう。
- 大坂口御番所跡（旧村瀬館）
- 大坂峠
- ジョガマル池

### 社寺・史跡
- 大宮神社
- 岡上神社
- 矢武八幡神社
- 栖養八幡神社
- 香殿神社
- 気比神社
- 亀山神社
- 白鳥神社
- 天満神社
- 青木神社
- 金泉寺 - 四国八十八ヶ所霊場第3番札所
- 大日寺 - 四国八十八ヶ所霊場第4番札所
- 地蔵寺 - 四国八十八ヶ所霊場第5番札所
- 妙薬寺
- 愛染院
- 金剛院
- 宝厳寺
- 十楽寺
- 専光寺
- 専勝寺
- 愛宕山古墳
- 蔵佐谷瓦経塚
- 黒谷川郡頭遺跡
- 板西城跡

## 出身有名人
- アンジェラ・アキ（歌手）
- 秀湊忠司（大相撲力士）
- 長谷川一幸（空手家）
- 圓藤寿穂（政治家、元徳島県知事）
- 佐々木聖夏（四国放送気象予報士、報道記者）